# Coppa Italia Primavera 2009-2010
La Coppa Italia Primavera 2009-2010 è la trentottesima edizione del torneo riservato alle squadre giovanili iscritte al Campionato Primavera ed è iniziata il 22 agosto 2009.

## Turno Preliminare
Andata 22 agosto 2009, ritorno 29 agosto 2009.
| Squadra 1 | Totale | Squadra 2 | Andata | Ritorno     |
| --------- | ------ | --------- | ------ | ----------- |
| Crotone   | 3 - 1  | Gallipoli | 0 - 1  | 3 - 0 (dts) |
| Cesena    | 2 - 2  | Padova    | 1 - 2  | 1 - 0       |

## Primo Turno Eliminatorio
Andata il 5 settembre 2009; ritorno il 16 settembre 2009
| Squadra 1  | Totale | Squadra 2   | Andata | Ritorno         |
| ---------- | ------ | ----------- | ------ | --------------- |
| Mantova    | 0 - 5  | Inter       | 0 - 3  | 0 - 2           |
| Cagliari   | 0 - 4  | Milan       | 0 - 1  | 0 - 3           |
| Brescia    | 3 - 2  | Vicenza     | 1 - 2  | 2 - 0           |
| Cittadella | 3 - 2  | Triestina   | 1 - 2  | 2 - 0           |
| Livorno    | 1 - 0  | Padova      | 1 - 0  | 0 - 0           |
| Torino     | 3 - 2  | Parma       | 3 - 1  | 0 - 1           |
| Bologna    | 5 - 3  | Grosseto    | 3 - 0  | 2 - 3           |
| Ascoli     | 3 - 4  | Empoli      | 2 - 1  | 1 - 3           |
| Fiorentina | 6 - 1  | Ancona      | 3 - 0  | 3 - 1           |
| Sampdoria  | 3 - 2  | AlbinoLeffe | 2 - 0  | 1 - 2           |
| Sassuolo   | 1 - 5  | Atalanta    | 0 - 1  | 1 - 4           |
| Piacenza   | 0 - 1  | Modena      | 0 - 0  | 0 - 1           |
| Catania    | 5 - 5  | Lecce       | 2 - 3  | 3 - 2 (6-7 dcr) |
| Napoli     | 6 - 2  | Bari        | 3 - 1  | 3 - 1           |
| Roma       | 3 - 3  | Frosinone   | 2 - 0  | 1 - 3           |
| Crotone    | 2 - 1  | Salernitana | 0 - 0  | 2 - 1           |

## Secondo turno elimininatorio
Andata il 26 settembre 2009; ritorno il 3 ottobre 2009
| Squadra 1  | Totale | Squadra 2  | Andata | Ritorno |
| ---------- | ------ | ---------- | ------ | ------- |
| Modena     | 2 - 4  | Atalanta   | 0 - 2  | 2 - 2   |
| Sampdoria  | 3 - 5  | Torino     | 2 - 1  | 1 - 4   |
| Milan      | 3 - 2  | Inter      | 0 - 2  | 3 - 0   |
| Bologna    | 3 - 3  | Livorno    | 3 - 2  | 0 - 1   |
| Napoli     | 3 - 4  | Lecce      | 1 - 0  | 2 - 4   |
| Brescia    | 2 - 3  | Cittadella | 0 - 2  | 2 - 1   |
| Roma       | 6 - 1  | Crotone    | 5 - 0  | 1 - 1   |
| Fiorentina | 2 - 2  | Empoli     | 1 - 2  | 1 - 0   |

## Ottavi di finale
Andata il 21 ottobre 2009; ritorno il 4 novembre 2009
| Squadra 1  | Totale | Squadra 2 | Andata | Ritorno |
| ---------- | ------ | --------- | ------ | ------- |
| Roma       | 1 - 2  | Palermo   | 0 - 1  | 1 - 1   |
| Lecce      | 2 - 0  | Reggina   | 2 - 0  | 0 - 0   |
| Atalanta   | 1 - 2  | Juventus  | 1 - 0  | 0 - 2   |
| Livorno    | 0 - 5  | Lazio     | 0 - 3  | 0 - 2   |
| Cittadella | 4 - 2  | Udinese   | 2 - 0  | 2 - 2   |
| Milan      | 7 - 2  | Chievo    | 6 - 1  | 1 - 1   |
| Torino     | 2 - 2  | Genoa     | 1 - 2  | 1 - 0   |
| Empoli     | 2 - 0  | Siena     | 0 - 0  | 2 - 0   |

## Quarti di finale
Andata il 25 novembre 2009; ritorno il 19 dicembre 2009
| Squadra 1 | Totale | Squadra 2  | Andata | Ritorno |
| --------- | ------ | ---------- | ------ | ------- |
| Milan     | 5 - 1  | Cittadella | 2 - 1  | 3 - 0   |
| Lazio     | 2 - 2  | Empoli     | 2 - 1  | 0 - 1   |
| Genoa     | 1 - 4  | Juventus   | 0 - 2  | 1 - 2   |
| Lecce     | 0 - 7  | Palermo    | 0 - 2  | 0 - 5   |

## Semifinali
Andata il 3 marzo 2010; ritorno il 10 marzo 2010
| Squadra 1 | Totale | Squadra 2 | Andata | Ritorno |
| --------- | ------ | --------- | ------ | ------- |
| Milan     | 3 - 1  | Empoli    | 2 - 0  | 1 - 1   |
| Palermo   | 2 - 0  | Juventus  | 2 - 0  | 0 - 0   |

## Finale
Andata il 1º aprile 2010; ritorno il 14 aprile 2010
| Squadra 1 | Totale | Squadra 2 | Andata | Ritorno |
| --------- | ------ | --------- | ------ | ------- |
| Palermo   | 1 - 3  | Milan     | 1 - 1  | 0 - 2   |

| Arbitro: | Aureliano (Bologna) |

|            |           |            |
| Giovio 68’ | Marcatori | 63’ Zigoni |

| Arbitro: | Borriello (Mantova) |

|                     |           |  |
| Verdi 3’ Zigoni 62’ | Marcatori |  |